# Billy McGrath on Broadway
Billy McGrath on Broadway è un cortometraggio muto del 1913. Il nome del regista non viene riportato nei credit del film.

## Produzione
Il film fu prodotto dalla Essanay Film Manufacturing Company.

## Distribuzione
Distribuito dalla General Film Company, il film - un cortometraggio di una bobina - uscì nelle sale cinematografiche statunitensi il 4 marzo 1913.